# Жантаев, Жумабек Шабденамович
Жумабек Шабденамович Жантаев (род. 21 марта 1947, Илийский район, Алма-Атинская область) — советский и казахстанский учёный в области ионосферы и сейсмологии, доктор физико-математических наук (1995), член-корреспондент НАН РК (2013).

## Биография
Родился 21.03.1947 в с. Чиликемер Илийского района Алма-Атинской области КазССР.
Окончил геофизический факультет Казахского политехнического института (1970) по специальности горный инженер-геофизик. В 1978 г. защитил кандидатскую диссертацию:
- Некоторые вопросы теории устойчивости весомой конечнодеформируемой слоистой среды : диссертация … кандидата физико-математических наук : 01.02.04. — Алма-Ата, 1978. — 132 с. : ил.

Трудовая деятельность:
- 1976—1984 младший научный сотрудник Института математики и механики Академии наук Казахской ССР;
- 1984—1989 начальник сейсмологической партии, главный инженер партии автоматизации Сейсмологической опытно-методической экспедиции;
- 1990—1993 заместитель директора, заведующий лабораторией научно-производственного комплекса (НПК) ПО «Казселезащита»;
- 1994—1996 директор НПК ПО «Казселезащита»;
- 1996—1998 начальник отдела Министерства экономики Республики Казахстан;
- 1998—1999 начальник управления, заместитель директора департамента Министерства науки Республики Казахстан;
- 1999—2002 менеджер группы национальных экспертов ПРООН;
- 2002 главный специалист Комитета по Государственному имуществу и приватизации Министерства финансов Республики Казахстан;
- 2002—2004 заместитель директора по науке Дочернего государственного предприятия «Институт ионосферы» Министерства образования и науки Республики Казахстан;
- 2004—2008 генеральный директор РГП «Центр астрофизических исследований» Национального космического агентства Республики Казахстан.

С 2008 г. президент, научный руководитель АО «Национальный центр космических исследований и технологий», директор ДТОО «Институт ионосферы».
Доктор физико-математических наук (1995), тема диссертации: «Проблемы математического моделирования сейсмотектонических процессов в земной коре, разработке методики и построения карт напряженно-деформированного состояния земной коры юга, юго-востока и востока Казахстана под действием некомпенсированного веса реального рельефа».
Член-корреспондент НАН РК (2013).
Автор около ста научных трудов и книги «Некоторые вопросы воздействия факторов космической погоды на здоровье человека и биосферу» (2003).
Жена: Ашенова Асия Абдрахмановна (1950 г.р.). Дочь — Айжан (1979 г.р.).

## Награды
Лауреат Государственной премии имени Аль-Фараби (2015). Награждён орденом «Парасат» (2025), орденом «Құрмет» (2011) и медалью «Ерен еңбегі үшін» (12.12.2006).